# Laccophilus villiersi
Laccophilus villiersi là một loài bọ cánh cứng trong họ Bọ nước. Loài này được Bertrand & Legros miêu tả khoa học năm 1975.